# Cibulet
El cibulet (Allium schoenoprasum) és una espècie de planta conreada inclosa al gènere de la ceba (Allium). És originària d'Euràsia i Amèrica del Nord.
Addicionalment pot rebre els noms d'all junciforme, ceballot, cebollí, escalunyes i porradell. També s'ha recollit la variant lingüística ciboleta.

## Descripció
És una planta bulbosa herbàcia perenne i vivaç que arriba a fer 50 cm d'alt. Les fulles són tubulars i buides per dins amb un diàmetre de 2 a 3 mm. Les flors són de color porpra distribuïdes en una inflorescència. La fructificació és en una càpsula que conté diverses llavors negres. És habitual que es confongui el cibulet amb altres espècies similars del gènere Allium, ja que la denominació és un neologisme i la planta no és gaire conreada als Països Catalans de la península Ibèrica.

## Usos
En la cuina se n'utilitzen les fulles, sigui crues en amanides o com a condiment en diversos plats. Les fulles del cibulet s'usen fresques, crues, picades, en crudités i amanides i en diverses preparacions culinàries. Cuites també s'inclouen en algunes receptes, salses i truites. Són un dels ingredients del plat de la gastronomia lionesa anomenat cervelle de canut. Les flors poden ser avantatjosament utilitzades per a decorar amanides o guisats. També es poden conservar en vinagre, com els cogombres, però aleshores perden el color atractiu.

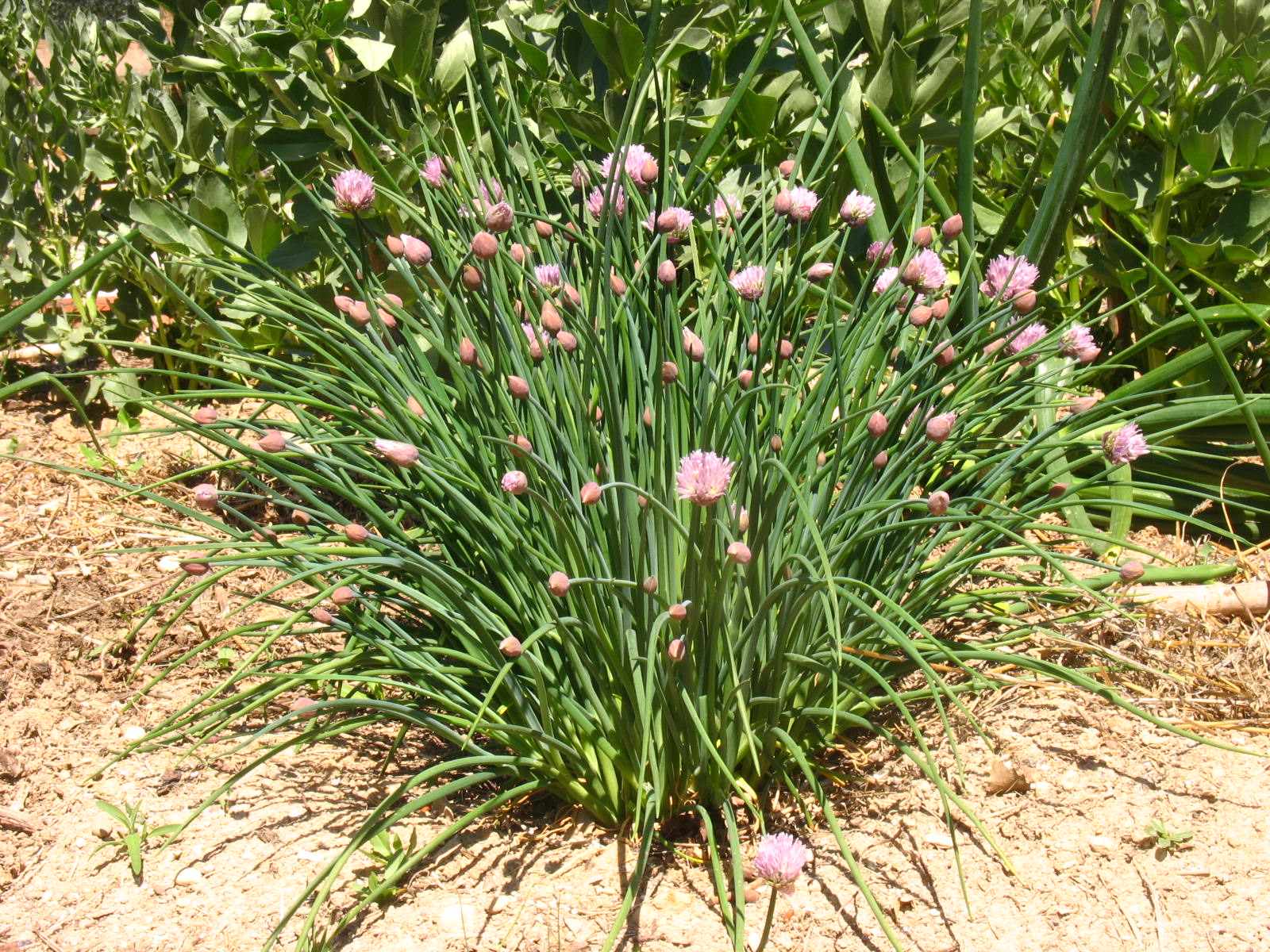
Allium schoenoprasum a Piera, Catalunya